# James C. Allen

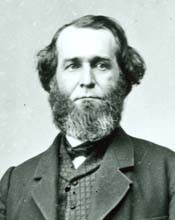
James C. Allen

James Cameron Allen (* 29. Januar 1822 im Shelby County, Kentucky; † 30. Januar 1912 in Olney, Illinois) war ein US-amerikanischer Politiker. Zwischen 1853 und 1857 sowie nochmals von 1863 bis 1865 vertrat er den Bundesstaat Illinois im US-Repräsentantenhaus.

## Leben
James Allen besuchte die öffentlichen Schulen seiner Heimat. Im Jahr 1830 zog er nach Indiana. Nach einem anschließenden Jurastudium und seiner 1843 erfolgten Zulassung als Rechtsanwalt begann er in Sullivan in diesem Beruf zu arbeiten. Zwischen 1846 und 1848 war er Staatsanwalt im siebten Gerichtsbezirk von Indiana. Im Jahr 1848 zog Allen nach Palestine in Illinois, wo er wieder als Rechtsanwalt praktizierte. Gleichzeitig schlug er als Mitglied der Demokratischen Partei eine politische Laufbahn ein. In den Jahren 1850 und 1851 saß er als Abgeordneter im Repräsentantenhaus von Illinois.
Bei den Kongresswahlen des Jahres 1852 wurde Allen im siebten Wahlbezirk von Illinois in das US-Repräsentantenhaus in Washington, D.C. gewählt, wo er am 4. März 1855 die Nachfolge von Richard Yates antrat. Nach einer Wiederwahl konnte er bis zum 3. März 1857 zwei Legislaturperioden im Kongress absolvieren. Allerdings wurde seine zweite Legislaturperiode von der Kongressverwaltung unterbrochen. Zwischen dem 18. Juli und dem 4. November 1856 war das Mandat unbesetzt, weil der Kongress Allens Zulassung widerrief. Nach einer Sonderwahl, die er gewann, konnte er seinen früheren Sitz im Kongress wieder einnehmen und die Legislaturperiode bis zum 3. März 1857 beenden. Seine damalige Zeit im Kongress war von den Ereignissen im Vorfeld des Bürgerkrieges geprägt. Im Jahr 1856 verzichtete James Allen auf eine erneute Kongresskandidatur.
Zwischen 1857 und 1859 übte James Allen die Funktion des Clerk im US-Repräsentantenhaus aus. Im Jahr 1860 kandidierte er erfolglos für den Posten des Gouverneurs von Illinois. Zwischen 1861 und 1863 amtierte er als Richter. Bei den Wahlen des Jahres 1862 wurde Allen im damals neu eingerichteten 14. und staatsweiten Distrikt von Illinois erneut in den Kongress gewählt, wo er zwischen dem 4. März 1863 und dem 3. März 1865 eine weitere Legislaturperiode absolvierte. Diese war vom Bürgerkrieg bestimmt. Im Jahr 1864 wurde er nicht wiedergewählt.
Nach dem Ende seiner Zeit im US-Repräsentantenhaus arbeitete James Allen zunächst wieder als Anwalt. Zwischen 1873 und 1879 bekleidete er gleichzeitig zwei Richterstellen in Illinois. Seit 1876 lebte er in Olney, wo er nach seiner Zeit als Richter wieder als Jurist praktizierte. Im Jahr 1907 zog er sich in den Ruhestand zurück. James Allen starb am 30. Januar 1912 in Olney.